# Acanthodactylus taghitensis
Espèce
Statut de conservation UICN

 DD  : Données insuffisantes
Acanthodactylus taghitensis est une espèce de sauriens de la famille des Lacertidae.

## Répartition
Cette espèce se rencontre dans l'ouest de l'Algérie, en Mauritanie et dans le Sud du Maroc.

## Étymologie
Son nom d'espèce, composé de taghit et du suffixe latin -ensis, « qui vit dans, qui habite », lui a été donné en référence au lieu de sa découverte, la ville algérienne de Taghit.

## Publication originale
- Geniez & Foucart 1995 : Un nouvel acanthodactyle en Algérie : Acanthodactylus taghitensis n. sp. (Reptilia, Sauria, Lacertidae). Bulletin du Muséum national d'histoire naturelle, 4e Série. Section A. Zoologie, Biologie, et Écologie Animale, vol. 17, n. 1/2, p. 3-9.